# Paterna de Rivera
Paterna de Rivera là một đô thị trong tỉnh Cádiz, Tây Ban Nha. Theo điều tra dân số 2005 đô thị này có dân số là 5.354 người.

## Dân số
| 1999  | 2000  | 2001  | 2002  | 2003  | 2004  | 2005  |
| ----- | ----- | ----- | ----- | ----- | ----- | ----- |
| 5,180 | 5,179 | 5,198 | 5,246 | 5,325 | 5,313 | 5,354 |

Source: INE (Spain)